# 虎鱼
虎鱼是多种鱼的统称，由于被捕后争斗激烈以及外观类似虎而得名。

## 所在主要科
- 非洲脂鲤科的狗脂鲤属
- 丽鱼科
- 血紅脂鯉科

## 行为
虎鱼最常见于旱季，以狩猎时凶猛闻名，可以攻击人类，由于其锋利的牙齿和具有侵略性的狩猎方式，攻击可能是毁灭性的，目前已有一些死亡记录。